# Томат черри
Тома́т че́рри (от англ. cherry — «вишня») — разновидность томатов с небольшими плодами, культивируется с начала 1800-х годов. Считается, что они произошли из Перу или северной части Чили. Размеры томатов черри разнообразны, некоторые сравнимы с мячом для гольфа. Форма плода от сферической до слегка вытянутой. Обычно красные, хотя существуют сорта с жёлтыми, зелёными и чёрными плодами. Некруглые небольшие черри похожи на plum tomato (grape tomato).

## Описание
Используются в качестве закуски, для приготовления различных салатов, для консервирования, для соков, а некоторые сорта черри можно даже сушить. В отличие от обычных томатов, томаты черри долго хранятся в свежем виде. Агротехники черри и обычных томатов почти не отличаются. Выращивать черри можно как в открытом грунте, так и в теплицах.

## История

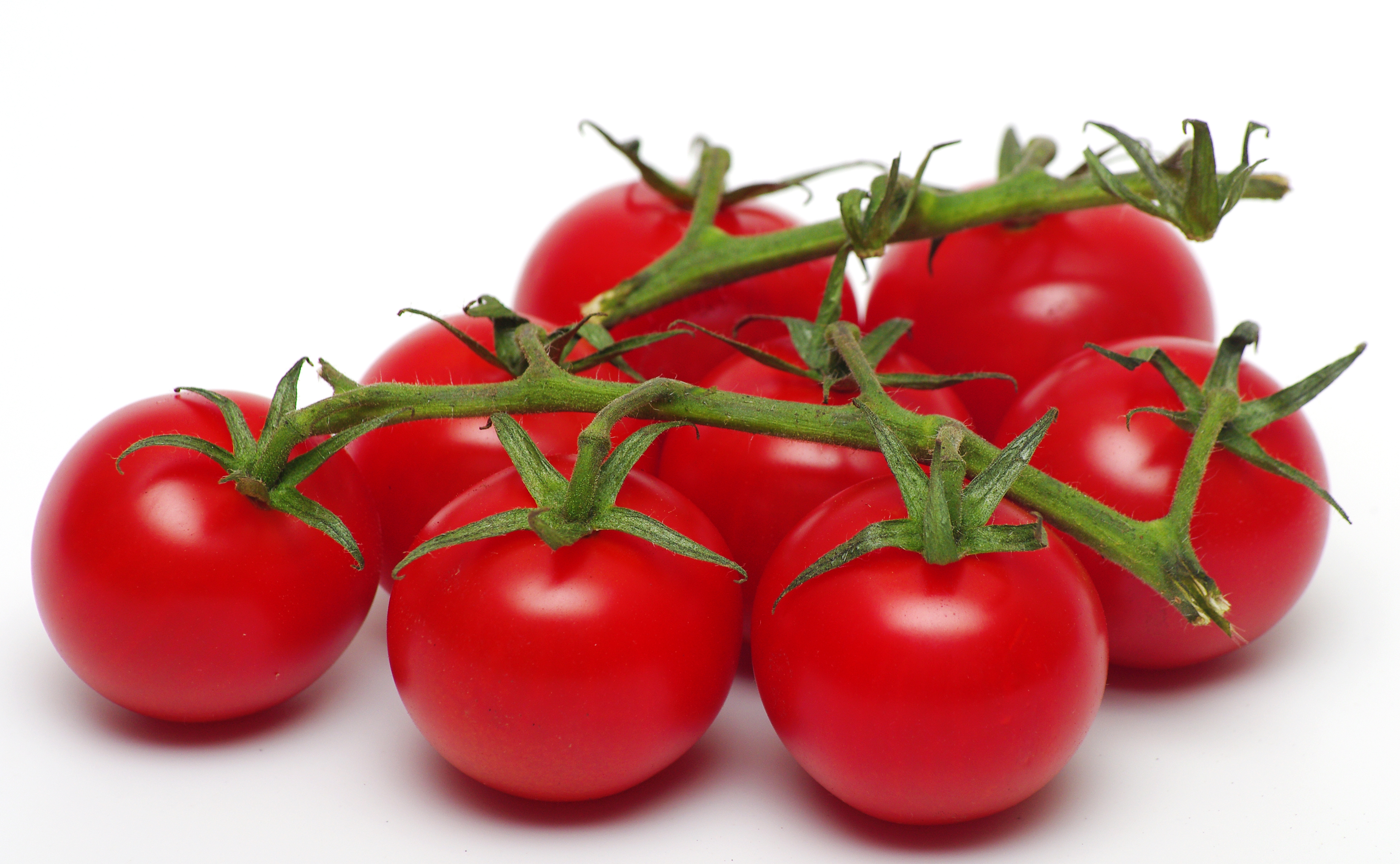
Красный томат черри

Израильские учёные Хаим Рабинович (Haim Rabinowitch) и Нахум Кейдар (Nachum Kedar) из Института Вейцмана в Реховоте вывели один из сортов томатов черри в 1973 году. Целью их работы было замедление быстрого вызревания обычных томатов в условиях жаркого климата. Они определили генетическую комбинацию, которая способствует замедлению созревания, а также способ использования полученных генов для выведения томатов черри.